# Ernst Hartmann von Diemar
Freiherr Ernst Hartmann von Diemar (* 24. Juni 1682 in Hessen; † 16. Juli 1754 in Deberndorf) war ein deutscher kaiserlich-königlicher Generalfeldmarschall.

## Herkunft
Seine Eltern waren der schwedische Rittmeister Freiherr Wilhelm Sebastian von Diemar († 23. Oktober 1699) und dessen Ehefrau die Freiin Christina Elisabetha von und zu Erffa († 22. März 1696).

## Leben
Nach dem frühen Tod seiner Eltern kam er als Page in markgräflich anspacherische Dienste und begleitete den Markgrafen Georg Friedrich auf seinen Reisen.
Während des Spanischen Erbfolgekrieges ging er mit dem Regiment Schmettau in die Niederlande und kämpfte 1709 in der Schlacht bei Malplaquet, wo er schwer verwundet wurde. 1710 wurde er zum Oberst ernannt. Im Jahr 1713 war er Obrist im Kürassierregiment Nr. 4 (von Hanstein), im gleichen Jahr wurde er dessen Chef. Er blieb Chef des Regiments bis 1741 mit Ausnahme der Jahre von 1735 bis 1738.
Hier nahm ihn der Erbprinz Friedrich von Hessen-Kassel (später König von Schweden) zu seinem Adjutanten und er stieg in dessen Diensten 1717 zum Generalmajor auf.
Im folgenden Jahr kam er als Gesandter nach Schweden, 1721 wurde er als hessischer Minister am schwedischen Hof akkreditiert. Im Jahr 1725 wurde er nach London geschickt, wo er den Subsiedenvertrag schloss. Er blieb nach dem Tod des Landgrafen in kasselschen und königlich schwedischen Dienst, trat aber zugleich auch in österreichische, wo er im Juli 1732 Feldmarschalleutnant ernannt wurde und 1734 Inhaber eine Kürassier-Regiments wurde. Im Türkenkrieg von 1737 bediente sich der Feldmarschall Graf von Seckendorf oft seines Rats, bekam aber als der Krieg ein schlechtes Ende nahm keine Verantwortung. Er wurde am 22. März 1741 General der Kavallerie und am 21. Mai 1744 Landkomtur des Deutschen Ordens für die Ballei Hessen in Marburg.
Am 11. Oktober 1745 wurde er zum Generalfeldmarschall ernannt, verließ aber bald alle Dienste und reiste zum Vergnügen herum. Nachher erhielt er das im Fürstentum Anspach unweit Cadolzburg liegende Gut und Schloss Deberndorf von Anspach zum Lehen. Er starb dort am 16. Juli 1754.
Er wurde in der Kirche in Zautendorf beigesetzt, dort wurde ihm auch ein Epitaph errichtet.

## Familie
Er heiratete 1713 die Freiin Dorothea Elisabeth Riedesel zu Eisenbach († 1735). Seine Tochter Sophia Carolina († 1739) heiratete am 1. September 1733 den Freiherren  Albrecht Adam Christoph Carl Friedrich von und zu Egloffstein (1706–1750). Sein ältester Sohn fiel als Hauptmann 1759 in Ungarn.
Sein Sohn Georg August Carl von Diemar wurde kurkölnische Kammerherr und verkaufte das Gut Deberndorf bereits 1756.